# André Souris
André Souris (Marchienne-au-Pont, 10 juli 1899 – Parijs, 12 februari 1970) was een Belgisch componist, dirigent, musicoloog en muziekpedagoog.

## Levensloop
Souris studeerde viool en compositie aan het Koninklijk Conservatorium te Brussel. Na het studium was hij muziekpedagoog en zette zich zeer voor de hedendaagse muziek in. Zo was hij voorzitter van de Belgische Afdeling van de internationale Vennootschap voor Hedendaagse Muziek "Société Internationale de Musique Contemporaine" (SIMC) en hij stichtte het Studio Musical du Séminaire des Arts (studiecentrum voor hedendaagse muzikale en esthetische vraagstukken). In 1947 maakte hij als eerste het werk van Pierre Boulez bekend.
Verder was hij dirigent bij het Belgische Nationale Radio Omroep (NIRB). Maar hij heeft ook verschillende fanfareorkesten gedirigeerd.
In 1947 stichtte hij de tijdschrift Polyphonie. In 1927 werd hij met de Rubens-prijs onderscheiden.
Souris was sinds 1949 docent harmonie aan het Koninklijk Conservatorium te Brussel. Eveneens doceerde hij muzikale esthetiek aan het Institut National des Arts et du Spectacle (INSAS). Aan het Centre d’Etudes Supérieures de la Renaissance te Tours doceerde hij musicologie. Hij ontwierp een volledige studie voor het opschrijven van de tablatuur voor luit van de XVIe eeuw. In 1964 maakte hij een transcriptie en orkestratie in concertvorm van de Fêtes d’Hébé van Jean-Philippe Rameau. Op de andere zijde onderwees hij ook de techniek van de Dodecafonie (twaalftoontechniek).
Als componist schreef hij voor vele genres, orkestmuziek, werken voor harmonie- en fanfareorkesten, vocale werken, koor- en kamermuziek, maar ook filmmuziek. Zo werkte hij succesvol met de filmproducent Emile Degelin samen.

## Stijl
Souris verwierp elke vorm van specialisatie. Hij droomde van ‘a-persoonlijke’ muziek, hij speelde met klanken en ritmes met een precisie die de gemeenplaatsen die hij als basis gebruikte gingen sublimeren; hij bleef op afstand van de oppervlakkige bewegingen in de muzikale wereld. Zijn diepe kennis van de compositie, de geschiedenis en de esthetica maakten van hem een van de meest geraadpleegde musici.

## Surrealist
André Souris beschouwde zijn activiteiten als musicus als een vorm van surrealisme. Dit was in strijd met de opvattingen van André Breton, die muziek de realistische kunstvorm bij uitstek vond. De werken van Erik Satie waren voor Souris de basis voor het concept van surrealisme in de muziek.
In 1925 kwam Souris in contact met de Belgische surrealistische dichter Paul Nougé en zijn vrienden. Souris schreef mee aan de traktaten over muziek in het tijdschrift “Distances” van Nougé, Camille Goemans en Marcel Lecomte. In 1926 was hij medeondertekenaar van de traktaten in het tijdschrift “Marie” van E.L.T. Mesens die de officiële start van het surrealisme in België markeren. In die periode werkte hij samen met de musicus Paul Hooreman, eveneens actief in de surrealistische kring rond Paul Nougé. Ze zorgden voor enkele publicaties en muziekstukken, waaronder "Tombeau de Socrate" (een hommage aan Erik Satie), "Festivals de Venise" en een kortstondig tijdschrift "Musique".
Hij zette gedichten van Paul Nougé op muziek. Deze samenwerking beperkte zich tot kleine werken en kende weinig succes behalve de  bewerking van "Écrits de Clarisse Juranville", een eenvoudig grammaticahandboek dat Nougé omzette in gedichten. Deze surrealistische teksten  werden in 1928 door André Souris op muziek gezet onder de titel "Quelques airs de Clarisse Juranville". Het geheel werd  uitgevoerd in Charleroi op 20 januari 1929 ter gelegenheid van een tentoonstelling van werken van René Magritte en voorafgegaan door een opmerkelijke lezing door Paul Nougé over muziek, die in 1946 door Marcel Mariën gepubliceerd werd onder de  "La conférence de Charleroi". 
In 1936 werd Souris met het traktaat "Le domestique zélé" (De ijverige knecht) uit de surrealistische groep gezet omdat hij een hommage  voor Henry Le Bœuf, directeur van het Paleis voor Schone Kunsten in Brussel, had georganiseerd.
Hij bleef echter zijn surrealistische overtuiging behouden en bleef een goede vriend van René Magritte. 
In 1946  componeerde hij de muziek voor een film over de surrealistische schilder Paul Delvaux, "De Wereld van Paul Delvaux" van Henri Storck. Ook de surrealistische dichter Paul Eluard werkte hieraan mee.

## Composities

### Werken voor orkest
- 1918 Brumes, voor viool en kamerorkest
- 1923 Soliloque, voor kamerorkest
- 1924 Rêverie, voor kamerorkest
- 1928 Collage, voor orkest
- 1932 Danceries de la Renaissance française, voor orkest
  1. Basse dance
  2. Suite de Bransle de Bourgogne
  3. Pavane d'angleterre avec sa gaillarde
  4. Suite d'Allemandes
  5. Tourdion
  6. Suite de Bransles gays
  7. Bransle d'ecosse
- 1936 Sur les routes de l'été, voor kamerorkest
- 1938 Burlesque, voor kamerorkest
- 1939 Symphonies, voor orkest
- 1958 Cinq danceries flamandes, voor kamerorkest
- 1961 Ouverture pour "Truffaldino", voor kamerorkest
- 1961 Quatre fantaisies d'Henry Purcell, voor strijkorkest
- 1962 Ouverture pour une arlequinade, voor kamerorkest
- 1963 Sept pièces d'Heinrich Isaac, voor kamerorkest
- Passacaille, voor orkest
- Pièces instrumentales, voor orkest
- Suite de danceries, voor klein orkest

### Werken voor harmonie- en fanfareorkesten
- 1922 Fanfare et scherzo, voor piano en harmonieorkest
- 1922 Prélude, voor harmonieorkest of fanfareorkest
- 1923 Scherzo, voor harmonieorkest (ook: voor fanfareorkest)
- 1928 Cinq chorals figurés de Johann Sebastian Bach, voor fanfareorkest
- 1928 Premier mouvement du 2e Concerto pour orgue de Georg Friedrich Händel, voor fanfareorkest
- 1935 Hommage à Babeuf, voor harmonieorkest (of: fanfareorkest)
- 1943 Deuxième suite de danceries, voor klein harmonieorkest

### Cantates
- 1928 Quelques airs de Clarisse Juranville, kleine cantate voor mezzosopraan en octet - tekst: Paul Nougé
- 1965 Le marchand d'images, voor 2 sprekers, vocaal kwartet, gemengd koor en orkest
  1. Première partie
  2. Deuxième partie: Pastorale
  3. Troisième partie
  4. Qautrième partie: Comptines et Cantiques
  5. Cinquième partie

### Muziektheater

#### Toneelmuziek
- 1926 Le dessous des cartes, toneelmuziek - tekst: Paul Hooreman
- 1949 Le bon vin de Monsieur Nuche, toneelmuziek - tekst: Paul Willems
- 1949 Truffaldino, toneelmuziek - tekst: Carlo Goldoni
- 1949 Yolande de Beersel, toneelmuziek
- Le cloître, toneelmuziek

### Werken voor koren
- 1915 Carillons de Noël, voor mannenkoor en piano - tekst: André Theuriet
- 1918 Le ménétrier, voor mannenkoor - tekst: Emile Verhaeren
- 1919 L'aubespin, voor mannenkoor - tekst: Pierre de Ronsard
- 1921 Les pélerins, voor mannenkoor - tekst: Henri de Régnier
- 1923 Jesu, dulcis memoria, voor gemengd koor en orkest
- 1943 La légende de Saint-Nicolas, voor kinderkoor en klein orkest
- 1943 Le petit jardin d'amour, voor meisjeskoor en orkest
- 1943 Huit chansons enfantines, voor kinderkoor en orkest
- 1944 Jésus s'en va parmi les champs, voor klein meisjeskoor, klokkenspel met klavier en 4 violen
- 1944 L'escouvion, voor gemengd koor
- 1944 Ronde du "mai", voor gemengd koor, piccolo, klarinet en kleine trom
- 1944 Sur le gazon, voor gemengd koor en klein orkest
- 1944 V'la l'alion r'trouvé, voor gemengd koor en orkest
- 1946 Petit chansonnier populaire, voor kinderkoor en piano
- 1960 Petit jeu, voor kinderkoor en piano
- 1961 Trois motets, voor gemengd koor en orkest
- 1963 Alle, Psallite, voor gemengd koor en verschillende instrumenten - tekst: anonieme vers 1250
- 1963 De Sancto Spiritu, voor gemengd koor
- 1966 Trois motets du quattrocento, voor gemengd koor en verschillende instrumenten

### Vocale muziek
- 1915 A ceux qui sont morts pour la Patrie, voor sopraan en piano - tekst: Van Hasselt
- 1915 Baptème en automne, voor sopraan en piano - tekst: André Souris
- 1916 Amour, voor sopraan en piano - tekst: Jean-Arthur Rimbaud
- 1918 Prélude à la chanson d'Eve, voor sopraan en piano - tekst: Charles van Lerberghe
- 1919 Matin d'octobre, voor sopraan en piano - tekst: Tristan Klingsor
- 1920 Ivresse au printemps, voor sopraan en orkest - tekst: Anne de Noailles
- 1923 Soeur Béatrice, voor solisten, gemengd koor en orkest - tekst: Jules Delacre
- 1925 Java, voor sopraan en piano - tekst: Paul Nougé
- 1926 Avertissement, voor drie vocale stemmen en slagwerk - tekst: Paul Nougé
- 1928 Je te connais, voor mezzosopraan, strijkkwartet en piano - tekst: Paul Nougé
- 1940 Rondeau (Charles d'Orléans), voor sopraan en harp
- 1942 Pastorales wallonnes, voor vocaalkwartet en orkest
- 1942 Comptines pour enfants sinistres, voor sopraan, mezzosopraan, viool, klarinet in la en piano - tekst: Fernand Marc
- 1943 Danses mosanes, voor tenor en orkest
- 1943 Jean de Nivelles, voor contralto en orkest
- 1944 Bon-djou, wéséne..., voor sopraan, zes tenoren, en kamerorkest
- 1944 Ce n'est qu'un vent, voor contralto en instrumentaal ensemble
- 1944 Là-haut sur la montagne, voor hoge stem en klein orkest
- 1944 Quand le p'tit Jésus allait à l'école, voor sopraan, klokkenspel, celesta en vibrafoon
- 1944 Rossignolet du bois, voor sopraan, tenor en instrumentaal ensemble
- 1944 Voici le joli mois d'avril, voor vocaal duo (sopraan, tenor), strijkers, piano en triangel
- 1944 Voici le mois de mai, voor tenor, gemengd koor en orkest
- 1947 L'autre voix, voor sopraan, fluit, klarinet, altviool, cello en piano[12] - tekst: Robert Guiette
- 1949 La brabançonne, voor sopraan en piano - tekst: Camille Huysmans
- 1953 Le marchand d'images, voor sopraan en orkest
- 1961 Cinque laude, voor sopraan, contralto, tenor, bas, klein koor ad libitum en klein orkest
- 1963 Quatre motets du répertoire polyphonique de Chypre, voor sopraan, mezzosopraan en instrumentaal ensemble
- 1963 Triptyque pour un violon, voor recitant, vocaal sextet, orgel, klavecimbel en slagwerk - tekst: Jean Séaux
- Chansons mosanes, voor solisten, gemengd koor en orkest
- Mélodies anciennes harmonisées, voor middenstem en ensemble
- Si je ne suis pas belle, voor contralto, gemengd koor en instrumentaal ensemble
- Trois monodies liturgiques, voor bas solo en schola

### Kamermuziek
- 1916 Fantasque, voor 2 violen, altviool en cello
- 1917 Deux petits poèmes, voor viool en piano
- 1925 Choral, marche et galop, voor twee trompetten en twee trombones
- 1926 Choral, voor twee trompetten en twee trombones
- 1937 Rengaines, voor dwarsfluit, hobo, klarinet, hoorn en fagot
- 1944 Ritournelle, voor 4 violen en celesta
- 1944 Troisième suite de danceries, voor 2 trompetten, hoorn en trombone
- 1949 Pour le printemps, voor dwarsfluit en contrabas
- 1952 Cinq fantaisies d'Henry Purcell, voor strijksextet
- 1965 Concert flamand d'après des sources de la Renaissance, voor dwarsfluit, hobo, klarinet en fagot
- 1965 Petite suite de danceries de Tielman Susato, voor dwarsfluit, hobo, klarinet en fagot
- Samba, voor dwarsfluit, accordeon, altsaxofoon, contrabas, piano en slagwerk

### Werken voor orgel
- 1931 Quem vidistis, pastores?, voor Gregoriaanse zang en orgel
- 3 Inventions pour orgue

### Werken voor piano
- 1917 Improvisation
- 1919 Sur un choral
- 1920 Sonatine en un mouvement
- 1923 Fugue d'école à 4 parties
- 1927 Allegro
- 1939 Symphonie nº1
- 1939 Symphonie nº2
- 1939 Symphonie nº3
- 1939 Symphonie nº4
- 1939 Symphonie nº5
- 1950 Petit air pour les saltimbanques de Picasso

### Filmmuziek
- 1936 L'Ardenne
- 1937 La Belgique nouvelle
- 1937 Un ennemi public
- 1945 La joie de revivre
- 1946 Le monde de Paul Delvaux
- 1950 De Renoir à Picasso
- 1950 Le froid, richesse méconnue
- 1951 Perséphone
- 1952 Bakuba
- 1952 Le banquet des fraudeurs
- 1952 Limbourg
- 1953 Brugghe
- 1953 Elle sera appelée femme
- 1954 Peintres bantous
- 1955 L'humanisme, victoire de l'Esprit
- 1956 Laethem-St.-Martin
- 1957 Beloeil
- 1957 Calligraphie japonaise
- 1957 Prisons
- 1958 La déroute
- 1960 L'école de la liberté
- 1963 Le blason des fêtes: Extrait
- 1964 Ballade van het diepe water
- 1964 Encre
- 1965 Bruegel ou la folie des hommes

### Werken voor radio en televisie
- 1942 La chanson de Roland
- 1944 Indicatif de la guirlande du mois
- 1952 Quatre indicatifs pour radio
- 1958 Indicatifs pour l'Exposition
- 1961 Indicatif pour le 3e programme (radio)
- 1961 Indicatifs et plages sonores pour la Corne et la Muse
- 1962 Indicatifs et plages sonores
- 1962 Les amours de Lancelot
- 1962 Pasiphae
- 1964 Léonce et Léa
- 1965 Deux indicatifs pour l'UER
- Poésie chinoise
- Poètes
- Point de lendemain

## Publicaties
- André Souris: École Victor Hugo, 1944 à 1950

## Discografie
- André Souris: Oeuvres symphoniques - Marchand d' images, Orchestre Philharmonique de Liège, Chef d'orchestre: Patrick Baton, Cypres Records.